# 木梓乡
木梓乡，是中华人民共和国湖北省孝感市安陆市下辖的一个乡镇级行政单位。

## 行政区划
木梓乡下辖以下地区：
木梓村、夏桥村、漳河村、雷畈村、东山村、张寨村、方河村、金当村、王店村、戴河村、建新村、向店村、天然村、泰山村、王河村、黄冲村、曾毛村、江河村、双杨村、杜当村、汤冲村、新店村和群力村。